# Koktebel (film)
Pour plus de détails, voir Fiche technique et Distribution.
Koktebel (en russe : Коктебель) est un film russe réalisé par Boris Khlebnikov et Alekseï Popogrebski en 2003. Ces deux réalisateurs font partie des Nouveaux Calmes et se caractérisent notamment dans ce film  par leurs scénarios laconiques, un déroulement de l'action éloigné des grandes villes, de longues vues silencieuses.

## Synopsis
Un garçon part à la mer avec son père. Ils circulent dans la cabine d'un conducteur de poids-lourds, dans un wagon de marchandise. Ils s'arrêtent au hasard de leurs rencontres, rencontrent des gens sympathiques et puis d'autres plutôt mauvais. Ils vont de maison en maison, à travers les bois, les champs. À Moscou, où ils ont vécu, il ne leur reste plus rien. Le père qui a du chagrin du fait de la mort de sa femme a bu tout ce qui lui restait. La mer, c'est l'espoir de retrouver une vie nouvelle et heureuse. Pour le père, c'est une tentative de restaurer la confiance en soi, de retrouver l'amitié et la confiance de son fils. Pour le fils, le but c'est d'arriver à la station très populaire de Koktebel sur la Mer noire. Là, le vent souffle en permanence sur les collines et l'albatros aux ailes de géant plane sans fin au dessus des eaux.

## Fiche technique
- Titre original : Коктебель
- Titre français : Koktebel
- Réalisation et scénario : Boris Khlebnikov et Alekseï Popogrebski
- Costumes : Svetlana Mikhaylova
- Photographie : Chandor Berkeshi
- Producteur : Roman Borissevitch
- Montage : Ivan Lebedev
- Musique : Lutgardo Labad
- Pays de production :  Russie
- Format : Couleurs - 35 mm - 1,85:1
- Genre : aventure, drame, romance
- Durée : 105 minutes
- Dates de sortie :
  -  Russie : 25 juin 2003
  -  France : 9 novembre 2005

## Distribution
- Gleb Pouskepalis : le fils
- Igor Tchernevitch : le père
- Evgeni Sity : l'inspecteur de voie
- Véra Sandrykina : Tanka
- Vladimir Kutcherenko : Mikhail
- Agrippina Steklova : Ksenia
- Alexandre Ilin : le conducteur de camion
- Anna Frolovtseva : le locataire

## Sortie

### Accueil critique
En France, le site Allociné recense une moyenne des critiques presse de 3,9/5, et des critiques spectateurs à 3,4/5. 

## Prix et nominations
- 2003 — Prix spécial du jury Georges d'argent[2], les prix de la  Fédération internationale de la presse cinématographique et de la critique russe pour un premier film au XXVFestival international du film de Moscou est attribué à Alekseï Popogrebski et Boris Khlebnikov.

- 2003 — Prix Philip Morris au XXXVIII Festival international du film de Karlovy Vary est attribué à Alekseï Popogrebski et Boris Khlebnikov.

- 2004 — Grand prix du Lys d'or au Festival international du film de Wiesbaden [3]